# The Bitter End

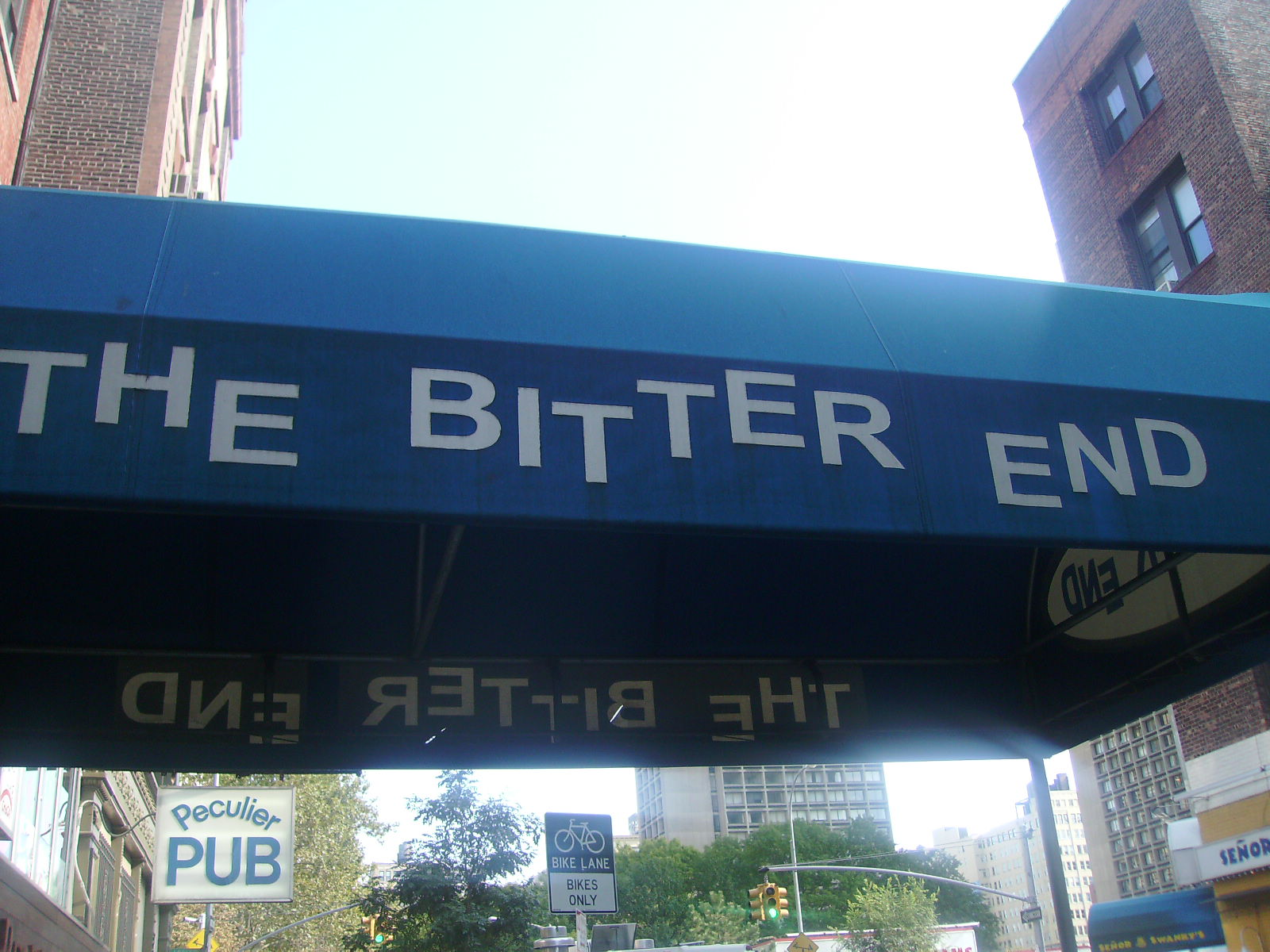
Toldo del club.

The Bitter End es una cafetería, club y escenario de música folk de Greenwich Village, Nueva York. Abrió sus puertas en 1961 en el número 147 de Bleecker Street auspiciado por el propietario Fred Weintraub. El club cambió su nombre por el de The Other End durante la década de 1970. Sin embargo, después de varios cambios de dueño, el club volvió a llamarse The Bitter End. 

## Historia
En la década de 1960, el club albergó hootenannies de música folk todos los martes por la noche, que contó con numerosos intérpretes. Durante su apogeo, el Bitter End mostró una amplia gama de músicos talentosos y legendarios, así como comediantes y artistas teatrales.
En 1968, Paul Colby, quien trabajó en la editorial de Benny Goodman y con Frank Sinatra, Duke Ellington y Guy Lombardo, se convirtió en el mánager y agente de reservas de The Bitter End. En 1974, compró el club.
A mediados de los 70, el club fue conocido por ser el sitio de nacimiento de Rolling Thunder Revue, un grupo creado por Bob Dylan para ofrecer una gira y que contó con músicos como Joni Mitchell, Roger McGuinn, Ramblin' Jack Elliot, Joan Baez, T-Bone Burnett, Ronee Blakely y Mick Ronson.

## Artistas que han pasado por The Bitter End

### Cómicos
| - Albert Brooks - Bill Cosby - Billy Crystal - Cheech & Chong - Chris Rush - David Brenner - David Steinberg - Dick Cavett - Don Imus - Elayne Boosler - Flip Wilson - Freddie Prinze | - George Carlin - Gilbert Gottfried - Greg Proops - Harry Anderson - Henny Youngman - Hugh Romney - Joan Rivers - Jon Stewart - Lenny Bruce - Lily Tomlin - Martin Mull - Mort Sahl | - Pat Paulsen - Ray Romano - Richard Pryor - Rip Taylor - Robert Klein - Sandra Bernhard - Steve Landesberg - Steven Wright - Woody Allen - The Flying Karamazov Brothers |

### Músicos
| - America - Andy Gibb - Ann Peebles - Arlo Guthrie - Barbra Streisand - Bette Midler - Bill Haley - Bill Withers - Billy Joel - Billy Preston - Blues Traveler - Bo Diddley - Bob Dylan - Bob Neuwirth - Brewer & Shipley - Buffy Sainte-Marie - Bunky and Jake - Burlap to Cashmere - Carly Simon - Chad Mitchell - Charles & Eddie - Chick Corea - Chuck Berry - Chuck Mangione - Country Joe McDonald - Curtis Mayfield - Curtis Stigers - David Bromberg - David Crosby - Dion - Disappear Fear - Don McLean - Donny Hathaway - Dory Previn - Doug Kershaw - Dr. John - Ed McCurdy - Elliott Murphy - Etta James - Frank Zappa & the Mothers of Invention - Frankie Valli - Fred Neil - G. Love & Special Sauce - Gavin DeGraw - George Thorogood & the Destroyers - Gil Scott-Heron - Glen Burtnik - Gordon Lightfoot - Hall & Oates - Harry Chapin - Helen Reddy - Hugh Masekela - Ian & Sylvia - Idina Menzel - Indigo Girls - Ingrid Michaelson - Jackson Browne - Jake Holmes - James Cotton - James Taylor - Janis Ian - Janis Joplin - Jon and the Jones | - Jann Klose - Jean-Luc Ponty - Jeffrey Gaines - Jerry Jeff Walker - Jesse Colin Young - Jim Croce - Jimmy Webb - Joan Armatrading - Joan Baez - Joe Ely - Joe Walsh - John Denver - John Hartford - John Prine - John Sebastian - Johnny Nash - Joni Mitchell - José Feliciano - Josh White - Judy Collins - Kenny Rankin - Kenny Rogers - Kenny Vance and The Planotones - Kris Kristofferson - Labelle - Lacy J. Dalton - Lady Gaga - Lana Del Rey - Larry Coryell - Laura Nyro - Leo Kottke - Les Paul - Linda Ronstadt - Lisa Kindred - Lisa Loeb - Little Feat - Livingston Taylor - Liza Minnelli - Los Lonely Boys - Luther Allison - Maria Muldaur - Marvin Gaye - Mary Wells - Maxene Andrews - Melanie - Melissa Manchester - Merry Clayton - Miles Davis - Mimi Fariña - Mitch Ryder & the Detroit Wheels - Mongo Santamaria - Morgana King - Mose Allison - Neil Diamond - Neil Young - New York Rock & Roll Ensemble - Nil Lara - Nina Simone - Nitty Gritty Dirt Band - Norah Jones - October Project - Odetta - Oscar Brand - Otis Rush | - Patti Rothberg - Patti Smith - Paul Williams - Peaches & Herb - Pete Seeger - Peter Allen - Peter Hammill - Peter, Paul and Mary - Phil Ochs - Phoebe Snow - Ramblin' Jack Elliott - Randy Newman - Richie Havens - Ricky Nelson - Robert Hunter - Rod McKuen - Ronee Blakely - Rusted Root - Ryan Cassata - Sabicas. Agustín Castellón Campos - Sam & Dave - Sarah McLachlan - Shawn Colvin - Shawn Mullins - Sonny Terry y Brownie McGhee - Spin Doctors - Stan Getz - Stéphane Grappelli - Stephen Bishop - Steve Forbert - Steve Goodman - Stevie Wonder - Suzanne Vega - Taj Mahal - Taylor Swift - The Big 3 - The Box Tops - The Brandos - The Chambers Brothers - The Charlie Daniels Band - The Critters - The Everly Brothers - The Grateful Dead - The Happenings - The Isley Brothers - The Persuasions - The Searchers - The Serendipity Singers - The Shells - The Staple Singers - The Stone Poneys - The Tarriers - The Triplets - The Womenfolk - Tim Hardin - Tom Paxton - Tom Rush - Tommy James & the Shondells - Tori Amos - Tracy Chapman - Van Morrison - Vanessa Carlton - Wendy Wall - Yvonne Elliman |